# راسلمينيا 14
راسلمينيا 14 هو المهرجان الرابع عشر من سسلسة مهرجانات راسلمينيا الذي تقيمة مؤسسة اتحاد المصارعة الحرة بدأ عرضه في 29 مارس 1998 في مركز فليت في مدينة بوسطن بولاية ماساتشوستس الأمريكية .

## روابط خارجية
- راسلمينيا 14 على موقع IMDb (الإنجليزية)
- راسلمينيا 14 على موقع قاعدة بيانات الفيلم (الإنجليزية)

- The Official Website of WrestleMania XIV